# Recharged
„Recharged“ е вторият ремикс албум на Линкин Парк. Той е пуснат на 29 октомври 2013 г. Продуциран е от Рик Рубин и Майк Шинода.

## Музикален стил на албума
Албумът е съставен от десет ремикс песни на песни от албума Living Things и от една нова песен – „A Light That Never Comes“, продуцирана от електро хаус музиканта Стив Аоки.
Жанровете на песните са дъбстеп и EDM.